# 萧平
萧平（1914年2月—1988年），男，直隶定州（今河北定县）人，原名蕭士魁，中华人民共和国军事人物，中国人民解放军少将、中華人民解放軍海軍學院副政治委員。參加過遼沈戰役、四平戰役、平津戰役、渡江戰役，最終在廣州去世。